# الصحة في الصين
الصحة في الصينية (باللغة الصينية: 中国 医疗 卫生) بالمعنى الحديث هو مفهوم حديث في جمهورية الصين الشعبية، حيث بدأ الوصول الشامل إلى الرعاية فقط عندما تولى الحزب الشيوعي الصيني السلطة، دمج إلى حد ما مبدأ المساواة في مجال الحصول على الرعاية الطبية.
وقد انتقلت الصين من متوسط العمر المتوقع من 35 سنة في عام 1949 إلى 71 سنة في عام 2001، مما يضعها في فئة البلدان التي تعيش فترة طويلة.

## تاريخ ما بعد عام 1949
كان التركيز على الصحة العامة والعلاج الوقائي يميز السياسة الصحية منذ بداية الخمسينات. في ذلك الوقت بدأ الحزب في توعية السكان للمشاركة في «حملات صحية وطنية» جماعية تهدف إلى تحسين المستوى المنخفض للصرف الصحي البيئي والنظافة ومهاجمة بعض الأمراض. وكان أحد أفضل الأمثلة على هذا النهج هو الاعتداءات الجماعية على «الآفات الأربع»، مثل الجرذان، والطيور، والذباب، والبعوض، وعلى القواقع التي تحمل البلهارسيا. تم تكريس جهود خاصة في الحملات الصحية لتحسين نوعية المياه من خلال تدابير مثل البناء العميق ومعالجة النفايات البشرية. فقط في المدن الكبرى تم التخلص من النفايات البشرية مركزيا. في الريف، حيث يتم دائمًا جمع «التربة الليلية» وتطبيقها على الحقول كسماد، كان مصدرًا رئيسيًا للمرض. منذ عام 1950، تم تنفيذ العلاجات الأولية مثل التخزين في الحفر، والسماد، والمزيج مع المواد الكيميائية. ونتيجة للجهود الوقائية، تم القضاء على مثل هذه الأمراض الوبائية مثل الكوليرا والطاعون الدبلي وحمى التيفوئيد والحمى القرمزية. أثبتت طريقة التعبئة الجماهيرية نجاحًا كبيرًا في مكافحة مرض الزهري، الذي قيل إنه تم التخلص منه بحلول الستينات. تم تخفيض الإصابة من الأمراض المعدية والطفيلية الأخرى والسيطرة عليها.
أدت الاضطرابات السياسية والمجاعة في أعقاب فشل القفزة الكبرى إلى مجاعة 20 مليون شخص في الصين. وابتداءً من عام 1961، كان للتعافي سياسات أكثر اعتدالاً قام الرئيس ليو شاو تشي بإنهاءها وتجويع التغذية. وأضعف مجيء الثورة الثقافية السيطرة على الوباء، مما تسبب في تطور الأمراض الوبائية وسوء التغذية في بعض المناطق.
كان للأطباء الحفاة مساهمة جيدة في أنظمة الصحة الأولية في الصين خلال الثورة الثقافية (1964-1976). ويشمل جميع المبادئ المنصوص عليها في الرعاية الصحية الأولية. المشاركة المجتمعية ممكنة لأن الفريق يتكون من العاملين الصحيين في القرية في المنطقة. هناك حقوق ملكية لأنها كانت أكثر توافقًا والأدوية الغربية والتقليدية. ويتحقق التنسيق بين القطاعات باتخاذ تدابير وقائية بدلاً من العلاجية. وأخيرًا، فهو شامل باستخدام الممارسات الريفية بدلاً من الممارسات الحضرية.
واستند «نظام الطبيب حافي القدمين» في مجتمعات الشعب. مع اختفاء إلغاء نظام المزارع الجماعية، فقد نظام الطبيب الحافي قاعدته وتمويله. أدى إلغاء الزراعة إلى تراجع رغبة السكان الريفيين في دعم نظام الرفاه الاجتماعي، الذي كانت الرعاية الصحية جزءًا منه. في عام 1984 أظهرت الدراسات أن 40 إلى 45 بالمائة فقط من سكان الريف كانوا مشمولين بنظام طبي تعاوني منظم، مقارنة بـ80 إلى 90 بالمائة في عام 1979.
وينطوي هذا التحول على عدد من النتائج الهامة للرعاية الصحية الريفية. وأدى نقص الموارد المالية للتعاونيات إلى انخفاض في عدد الأطباء الحفاة، مما يعني أن التثقيف الصحي والرعاية الصحية الأولية والوطن يعاني وأنه في بعض القرى تم فحص إمدادات الصرف الصحي ومياه أقل كثيرًا. أيضا، فشل نظام الرعاية الصحي التعاوني الحد من الأموال المتاحة للتعليم المستمر للأطباء حافي القدمين، مما يعيق قدرتها على تقديم الخدمات الوقائية والعلاجية الملائمة. زادت تكاليف العلاج الطبي، مما يمنع بعض المرضى من الحصول على الرعاية الطبية اللازمة. إذا لم يستطع المرضى دفع مقابل الخدمات التي تلقاها، فإن المسؤولية المالية تقع على المستشفيات والمراكز الصحية المجتمعية، وفي بعض الحالات تخلق ديونًا كبيرة.
ونتيجة لذلك، اضطرت المناطق الريفية في عصر ما بعد عصر ماو للتحديث إلى التكيف مع بيئة الرعاية الصحية المتغيرة. ذهب العديد من الأطباء الحفاة في الممارسة الخاصة، وتعمل على أساس رسوم مقابل الخدمة وتقاضي عن الدواء. لكن سرعان ما طالب المزارعون بتحسين الخدمات الطبية مع زيادة دخولهم، وتجاوز الأطباء الحفاة والذهاب مباشرة إلى المراكز الصحية المجتمعية أو المستشفيات في المقاطعات. ترك عدد من الأطباء الحفاة مهنة الطب بعد أن اكتشفوا أنهم يستطيعون كسب عيش أفضل من الزراعة، ولم يتم استبدال خدماتهم. قادة الألوية، التي من خلالها كانت تدار الرعاية الصحية المحلية، كما وجدت الزراعية لتكون أكثر ربحا من مواقعهم بأجر، وكثير منهم تركوا وظائفهم. انهارت العديد من البرامج الطبية التعاونية. أنشأ المزارعون في بعض الألوية برامج تأمين صحي طوعي ولكنهم واجهوا صعوبة في تنظيمها وإدارتها.
وقد دعم موفرو الرعاية الصحية القاعدية في الصين دخلهم مقابل العديد من الخدمات الطبية الأساسية التي تحددها اللوائح، وذلك من خلال فرض رسوم على إعطاء الحقن وبيع الأدوية. وقد أدى ذلك إلى مشكلة خطيرة من انتشار المرض من خلال الرعاية الصحية حيث تلقى المرضى الكثير من الحقن والحقن بواسطة الإبر غير المعقمة. لقد أصبح الفساد وتجاهل حقوق المرضى مشاكل خطيرة في نظام الرعاية الصحية الصيني.
كتب الاقتصادي الصيني، يانغ فان، في عام 2001، أن الخدمة الشفافة المقدمة إلى نظام الرعاية الصحية الاشتراكي القديم وتجاهل وفشل تنظيم نظام الرعاية الصحية الخاص الفعلي هو فشل خطير لنظام الرعاية الصحية الصيني. «إن الحجة القديمة القائلة بأن» الصحة هي نوع من الرخاء لإنقاذ الأرواح ومساعدة الجرحى «هي بعيدة كل البعد عن الواقع القائل بأن الأشياء تشبه إلى حد كبير نظيرتها. نظام الرعاية الاجتماعية المدعوم بالأموال العامة موجود أساسًا بالاسم فقط. يجب أن ندفع مقابل معظم الخدمات الطبية من تلقاء نفسها، فقد كان اعتبار الصحة» نشاطًا اجتماعيًا«بمثابة عقبة رئيسية أمام تطوير العلاقة بين الطبيب والمريض والمناسبة للقانون الساري على تلك العلاقة.»
على الرغم من تدهور نظام الرعاية الصحية العامة خلال العقد الأول من عصر الإصلاح، تحسنت الصحة الصينية بشكل حاد نتيجة للتغذية المحسنة بشكل كبير، خاصة في المناطق الريفية، واستعادة نظام مكافحة الأوبئة الذي تم إهماله خلال ثورة ثقافية.

## المؤشرات الصحية
بعض التدابير المستخدمة للإشارة إلى الصحة تشمل معدل الخصوبة الكلي، ومعدل وفيات الرضع، ومتوسط العمر المتوقع، والولادة الخام ومعدل الوفيات. في عام 2017، بلغ معدل الخصوبة الكلي في الصين 1.6 مولود لكل امرأة، ومعدل وفيات الرضع 10 وفيات لكل 1000 مولود حي، ومعدل الولادات الخام 13 ولادة لكل 1000 شخص ومعدل الوفيات 7 وفاة لكل 1000 شخص. منذ عام 1949، كانت اللصين في حالة تحسن كبيرة في صحة السكان.
بشكل عام، أظهرت جميع المؤشرات تحسنا باستثناء الانخفاض في حوالي عام 1960 بسبب فشل القفزة الكبرى إلى الأمام، مما أدى إلى مجاعة عشرات الملايين من الناس. من عام 1950 إلى عام 2012، تضاعف تقريبا متوسط العمر المتوقع (41.6-75.1). تغير معدل الخصوبة الكلي من 5.3 إلى 1.7 والذي يرجع أساسًا إلى سياسة الطفل الواحد. انخفض معدل وفيات الرضع ومعدل وفيات الأطفال دون سن الخامسة بشكل حاد. على الرغم من عدم وجود بيانات من عام 1963 إلى عام 1967، يمكننا أن نرى هذا الاتجاه. أصبحت الفجوة بين معدل وفيات الرضع أصغر، مما يدل على تعزيز صحة الأطفال. لم تظهر نسبة الوفيات النفاسية في الرسم البياني بسبب عدم كفاية البيانات، ولكنها انخفضت من 164.5 (1980) إلى 26.5 (2011).